# Culex rubinotus
Culex rubinotus är en tvåvingeart som beskrevs av Theobald 1906. Culex rubinotus ingår i släktet Culex och familjen stickmyggor. Inga underarter finns listade i Catalogue of Life.